# A.A. Wyn
Aaron A. Wyn (ur. jako Aaron Weinstein 22 maja 1898, zm. 3 listopada 1967) – amerykański wydawca.

## Życiorys
Jego rodzice urodzili się w Rosji – ojciec Jacob Weinstein w 1864, a matka Rebecca w 1865. Para w 1883 wzięła ślub i miała czworo dzieci, z czego dwójka zmarła młodo. Rodzina przybyła do USA w 1891. Szóstka kolejnych dzieci przyszła na świat już w Nowym Jorku. W 1913 Jacob zdobył obywatelstwo USA.
W czerwcu 1918 ukończył publiczną szkołę średnią w Bronxie i przyjął imię „Aaron A. Wyn”. Pod taką nazwą zaczął studiować w City College of New York jesienią 1916. Nigdy go nie ukończył.
W 1945 zajął się wydawaniem książek. Kilka lat później, w 1952, założył Ace Books. Wydawnictwo to specjalizowało się w powieściach gatunkowych wydawanych w miękkiej oprawie. Wyn był znany z tego, że płacił swoim autorom tak mało, jak tylko mógł.